# Chenonetta
Chenonetta är släkte i familjen änder inom ordningen andfåglar med utbredning i Australien och Nya Zeeland. Släktet omfattar två arter, varav den ena är utdöd:
- Manand (C. jubata)
- Nyazeelandmanand (C. finschi) – utdöd